# Quân đội nhà Lê trung hưng

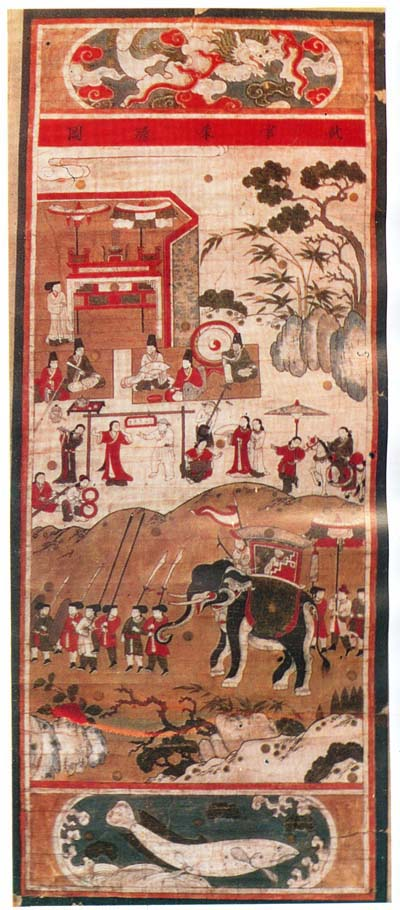
Diễu binh ở phủ chúa Trịnh

Quân đội nhà Lê trung hưng là tổng thể tổ chức quân sự của triều đình nhà Hậu Lê bắt đầu từ vua Lê Trang Tông đến hết triều vua Lê Chiêu Thống, từ năm 1533 đến năm 1789. Giữa thời kỳ Nam Bắc triều - chiến tranh với nhà Mạc - và thời kỳ Trịnh Nguyễn phân tranh có những thay đổi lớn trong tổ chức.
Vì sự chia cắt Đàng Ngoài – Đàng Trong kể từ năm 1600, quân đội Đàng Trong dưới quyền chúa Nguyễn được hình thành và có cơ cấu tổ chức riêng, phân biệt với quân đội Đàng Ngoài của vua Lê chúa Trịnh ở Bắc Hà. Quân đội Đàng Ngoài thực chất là quân đội nhà Lê trung hưng từ năm 1600 đến khi chính quyền Lê – Trịnh tan rã.

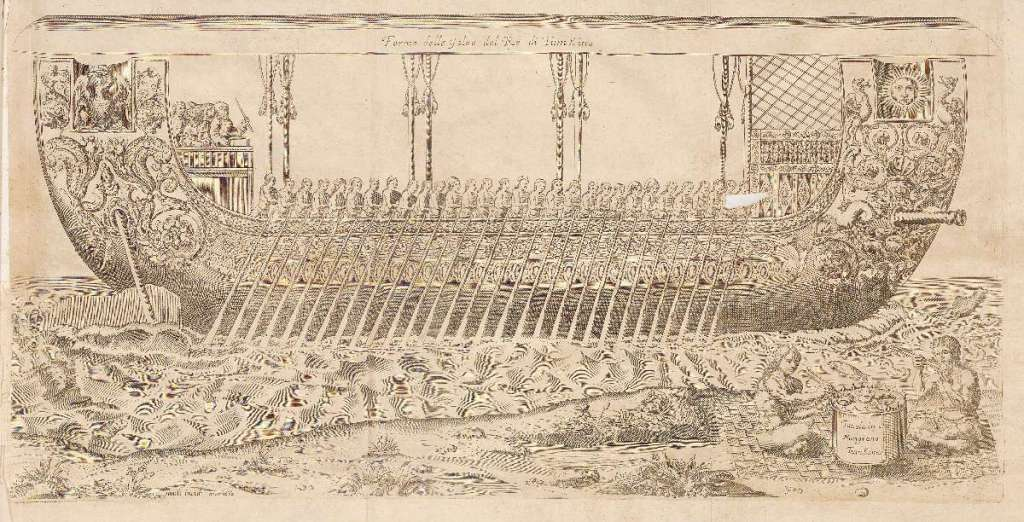
Bức vẽ Mông Đồng của một giáo sĩ phương Tây

## Thời Nam Bắc triều
Chính quyền Lê-Trịnh không có sơ sở vững chắc trong dân lại phải thường xuyên đương đầu với sự uy hiếp từ nhiều phía nên các chúa Trịnh đã sớm có ý thức hình thành một lực lượng quân đội thường trực đủ mạnh để tự vệ.
Thời chiến tranh với nhà Mạc, quân đội nhà Lê trung hưng tổ chức theo mô hình như thời Lê Sơ. Quân được chia làm 5 phủ và vẫn đặt chức Đô đốc phủ quân như trước, bên cạnh đó đặt dinh 5 khuông gồm: Trung khuông, Tả khuông, Hữu khuông, Tiền khuông, Hậu khuông.
Binh lính chỉ lấy từ Thanh Hóa và Nghệ An (bao gồm cả Hà Tĩnh ngày nay), các đinh tráng có sẵn tên trong sổ, khi có việc mới gọi ra.
Sau khi thu phục được Thăng Long (1592), nhà Lê tiếp nhận quân 4 vệ của nhà Mạc (Hưng Quốc, Chiêu Vũ, Cẩm Y và Kim Ngô) về hàng, cho nhập vào trong quân, tổng số quân thủy bộ có 12 vạn người.

## Thời Trịnh Nguyễn phân tranh

### Phân loại
Từ năm 1600, Trịnh Tùng chia quân đội làm hai loại: quân thường trực và ngoại binh.
- Quân thường trực: chuyên canh giữ kinh thành và phủ chúa, gọi là quân túc vệ. Thành phần quân thường trực chỉ gồm những binh sĩ người Thanh Hóa (đồng hương với vua Lê và chúa Trịnh) và Nghệ An[2]:
  - Những người lính Thanh Hóa, Nghệ An từng tham gia chiến tranh với nhà Mạc được lưu lại kinh thành Thăng Long
  - Những binh sĩ mới tuyển thuộc 3 phủ ở Thanh Hóa (Thiệu Thiên, Hà Trung, Tĩnh Gia) và 12 huyện ở Nghệ An (6 huyện ở phủ Đức Quang và 6 huyện ở 3 phủ Diễn Châu, Anh Đô, Hà Hoa).

Ngoài nhiệm vụ bảo vệ cung vua, phủ chúa, lực lượng này còn làm nòng cốt trong cuộc chiến với chúa Nguyễn. Do 3 phủ ở Thanh Hóa là căn cứ vững chắc từ thời Nam Bắc triều và cung cấp chủ yếu quân túc vệ nên lực lượng này còn được gọi là lính Tam phủ.
- Ngoại binh: hay còn gọi là Nhất binh, được tuyển từ 2 phủ Trường Yên và Thiên Quan cùng 4 nội trấn (Hải Dương, Sơn Nam, Sơn Tây, Kinh Bắc) có nhiệm vụ phòng thủ ở các địa phương. Hầu hết lực lượng này lấy những người tình nguyện, còn lại chỉ có tên trong binh ngạch, khi có việc mới gọi ra, thời bình ở nhà làm ruộng[2].

Binh lính được đặt ngũ phủ, có Đô đốc đứng đầu. Từ năm 1722, chúa Trịnh Cương đặt thêm 6 quân doanh là Trung dực, Trung uy, Trung thắng, Trung khuông, Trung nhuệ, Trung tiệp, mỗi doanh 800 người, lấy thêm quân tứ trấn vào bổ sung vì quân Thanh Nghệ không đủ cung cấp.
Kể từ giữa thế kỷ 18, do phải đối phó với các cuộc khởi nghĩa nông dân Đàng Ngoài, chúa Trịnh còn huy động thêm nhiều dân đinh các làng xã, phiên chế thành đội ngũ gọi là hương binh, phủ binh. Tuy nhiên, lực lượng này chỉ huy động nhằm đối phó trong thời loạn lạc.
Quân đội Lê-Trịnh gồm có 4 binh chủng: bộ binh, thủy binh, kỵ binh và pháo binh. Sử sách xác nhận tổng số chính quyền Lê-Trịnh có 413 doanh, cơ, đội, thuyền.
Ngoài bộ binh là lực lượng truyền thống, thủy binh được chú trọng phát triển. Đàng Ngoài có khoảng 600 chiến thuyền. Theo giáo sĩ Alexandre de Rhodes có mặt ở Đàng Ngoài:
Chúa Trịnh có nhiều đội thuyền chiến với lực lượng đông đảo; chiến thuyền dài có 24 – 40 tay chèo mỗi bên; các chiến thuyền đều có đủ vũ khí và súng ống cần cho việc giao chiến. Tàu thuyền nào cũng có 1 khẩu súng nhỡ ở mũi thuyền và 2 khẩu súng ở đuôi thuyền. Về binh lính, họ rất thành thạo sử dụng mọi vũ khí, với súng tay và súng hỏa mai, họ bắn rất thiện nghệ.
Trong Đại Việt sử ký toàn thư, Bản kỷ tục biên ghi nhận thời Nam Bắc triều, quân Trịnh theo phò nhà Lê có lực lượng kỵ binh khá mạnh. Trịnh Tùng từng sử dụng 400 quân thiết kỵ làm trợ chiến để đẩy lùi cuộc xâm lấn của quân Bắc triều. Năm 1592 ông huy động tới 5000 kỵ binh nặng, trang bị giáp sắt cho cả ngựa để vây hãm Đông Kinh của nhà Mạc.
William Dampier, một nhà du hành từng đến Đàng Ngoài năm 1688 có ghi nhận là quân đội chúa Trịnh có chừng 70.000-80.000 quân thường trực, trong số đó hầu hết là bộ binh trang bị súng tay, ở kinh thành chúa có thường trực voi chiến 200 thớt, ngựa chiến 300 con, nuôi béo khỏe. Ngựa trung bình cao 140 cm đến vai, kích cỡ tương đương các nòi ngựa để cưỡi hiện đại.
Một ghi chép của người phương Tây về lực lượng quân sự Đàng Ngoài dưới thời Thanh Đô vương Trịnh Tráng cho rằng vào năm 1640 nhà chúa có dưới trướng hơn ba mươi vạn bộ binh, hai ngàn thớt voi trận và một trăm lẻ hai ngàn quân kỵ(!). Con số này đáng nghi vấn. Tuy nhiên ghi chép này cũng cho người đời sau thấy được ấn tượng của những người ngoại quốc về 1 quân đội Đại Việt hùng cường toàn diện, từ thủy binh, bộ binh đến kỵ, tượng binh.

### Trưng tập
Phép tuyển lính về cơ bản giữ theo chế độ thời Lê Thánh Tông. Tuy nhiên, từ năm 1660 thời Lê Thần Tông, do không tuyển được nhiều lính tốt, phát sinh tệ nạn gian dối nên chính quyền cho thay đổi cách thức rất rắc rối. Nhưng chỉ duy trì được 4 năm, tới năm 1664 thời Lê Huyền Tông lại quay về phép cũ là:
- Quân thường trực lấy từ Thanh Hóa - Nghệ An: cứ 3 đinh lấy 1 lính, tại 4
- Ngoại binh lấy từ tứ trấn: cứ 5 đinh lấy 1 lính, sinh thêm không kể, chết bớt cũng không trừ.

Từ tháng 12 năm 1721, Trịnh Cương thống nhất binh chế trong nước theo cùng một chính sách: dù là ngoại binh hay quân thường trực đều cứ 5 đinh lấy 1 lính. Quân Thanh - Nghệ gọi là ưu binh và quân tứ trấn gọi là nhất binh.

### Đào tạo
Để xây dựng lực lượng quân đội hùng mạnh, chính quyền Lê-Trịnh chú trọng việc mở trường đào tạo sĩ quan. Năm 1721, triều đình đặt ra phép học võ và thi võ, đặt chức Giáo thụ dạy nghề võ.
Con cháu công thần và con cháu quan lại đều cho vào học võ và học tập chiến lược. Hàng tháng có tiểu tập, 4 tháng trọng điểm trong năm là tháng 2, 5, 8, 11 thì đại tập. Mùa thu, mùa xuân tập võ nghệ, mùa hè và mùa đông giảng về võ kinh.
Do đề cử của giáo thụ, người nào trúng tuyển sẽ được bổ dụng.
Chế độ thi võ của triều đình 3 năm 1 kỳ, dân đinh ai có tài cũng được đi thi. Mỗi kỳ thi có 3 lần. Lần 1: hỏi sơ lược về Binh pháp Tôn Tử. Lần 2: Ai thông hiểu về sách nghĩa sẽ được vào dự thi võ: cưỡi ngựa múa đâu mâu, đấu kiếm lăn khiên và múa siêu đao. Lần 3: thi về mưu mẹo trong việc binh.
Những người trúng tuyển được vào phủ chúa để thi phúc trạch, tùy theo tài cao thấp mà bổ dụng.
Từ năm 1724, Trịnh Cương đặt ra lệ thi võ, chúa Trịnh tự mình xét duyệt và vua Lê tham dự. Lệ thi 3 năm 1 lần, chia làm hai loại: Thi ở các trấn gọi là Sở cử vào các năm tý, ngọ, mão, dậu và thi ở kinh đô gọi là Bác cử vào các năm thìn, tuất, sửu, mùi.
Mỗi khoa thi chia làm 3 trường. Người trúng tuyển trong cả ba trường trong các kỳ thi Sở cử gọi là Cống sĩ, đỗ thấp hơn gọi là Biền sinh; chỉ trúng 2 trường gọi là Sinh viên. Người trúng tuyển cả ba trường trong kỳ thi Bác cử gọi là Tạo sĩ, người chỉ trúng 2 trường gọi là Tạo toát. Học vị Tạo sĩ bên ban võ cũng như học vị tiến sĩ bên ban văn. Tổng số thời Lê trung hưng đã tổ chức 19 kỳ thi võ học lấy đỗ 199 tạo sĩ.
Vì phép thi cử này chỉ nặng về văn nên tới năm 1731, chúa Trịnh Giang thay đổi phép thi Bác cử, theo đó lần 1 thi bắn cung, múa siêu đao; lần 2 thi múa kiếm, cưỡi ngựa, bắn tên và lần 3 mới thi văn sách và phương pháp mưu lược nhà binh.
Lê Quý Đôn ghi lại rằng nhà Lê Trung Hưng từ năm 1724 trở về sau vẫn còn có môn cưỡi ngựa bắn cung trong thi Bác Cử. Nhưng trong Thượng Kinh Phong Vật Chí, ông cho biết thời đại ông người ta đã bãi bỏ cưỡi ngựa bắn cung, và thay bằng nội dung cưỡi ngựa bắn súng trong khoa cử.

### Đãi ngộ và mặt trái
Quân thường trực Thanh Nghệ được coi trọng hơn ngoại binh. Ngoại binh chỉ là lực lượng dự trữ trong ngạch, khi có việc và quân thường trực không đủ mới gọi đến. Binh lính Tam phủ được ưu đãi, cấp ruộng đất tại làng xã cao hơn dân thường. Từ năm 1707, Trịnh Cương đặt ra lệ truy tặng tiền tuất cho binh lính tử trận.
Năm 1724, Trịnh Cương cho Thanh Hóa, Nghệ An và kinh kỳ là những vùng quan trọng được nới nhẹ tô thuế. Thanh Hóa và Nghệ An chỉ có tiền thuế điệu lá theo tứ nội trấn, còn thuế thân được miễn hết và thuế ruộng thì giảm một nửa. Tại Thăng Long thì tô thuế, thuế dung và thuế điệu đều được giảm so với tứ trấn.
Từ năm 1722 khi đặt thêm 6 doanh và bổ sung thêm quân lấy từ tứ trấn thì chế độ ruộng khẩu phần ở làng xã của quân tứ trấn cũng được hưởng như quân Thanh - Nghệ: với ruộng màu mỡ thì cấp 5 mẫu, với ruộng thường thì cấp 6 mẫu.
Quân thường trực được coi trọng và được ưu đãi, nên càng ngày càng cậy thế, còn được gọi là ưu binh hay kiêu binh. Sau này lực lượng này làm nhiều việc trái phép, gây ra nạn kiêu binh ở Đàng Ngoài. Năm 1674 đời Trịnh Tạc, lính tam phủ tức là lính Thanh, lính Nghệ đã giết quan Tham tụng Nguyễn Quốc Trinh và phá nhà Phạm Công Trứ. Năm 1741 quân kiêu binh lại phá nhà và trực giết quan Tham tụng Nguyễn Quý Cảnh. Những lúc quân ưu binh làm loạn như vậy, tuy chúa Trịnh có bắt những người thủ xướng làm tội nhưng quân kiêu binh quen thói, về sau hễ hơi có điều gì bất bình, thì lại nổi lên làm loạn. Đỉnh cao của nạn kiêu binh chính là vụ đảo chính giết Huy quận công Hoàng Đình Bảo và phế Điện Đô vương Trịnh Cán năm 1782.

## Ảnh

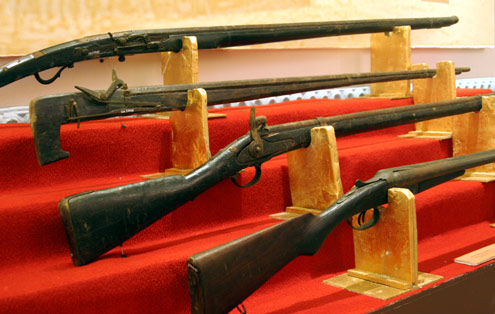
Súng hỏa mai mồi thừng, súng hỏa mai đá lửa, súng kíp có hạt nổ và súng săn 2 nòng.
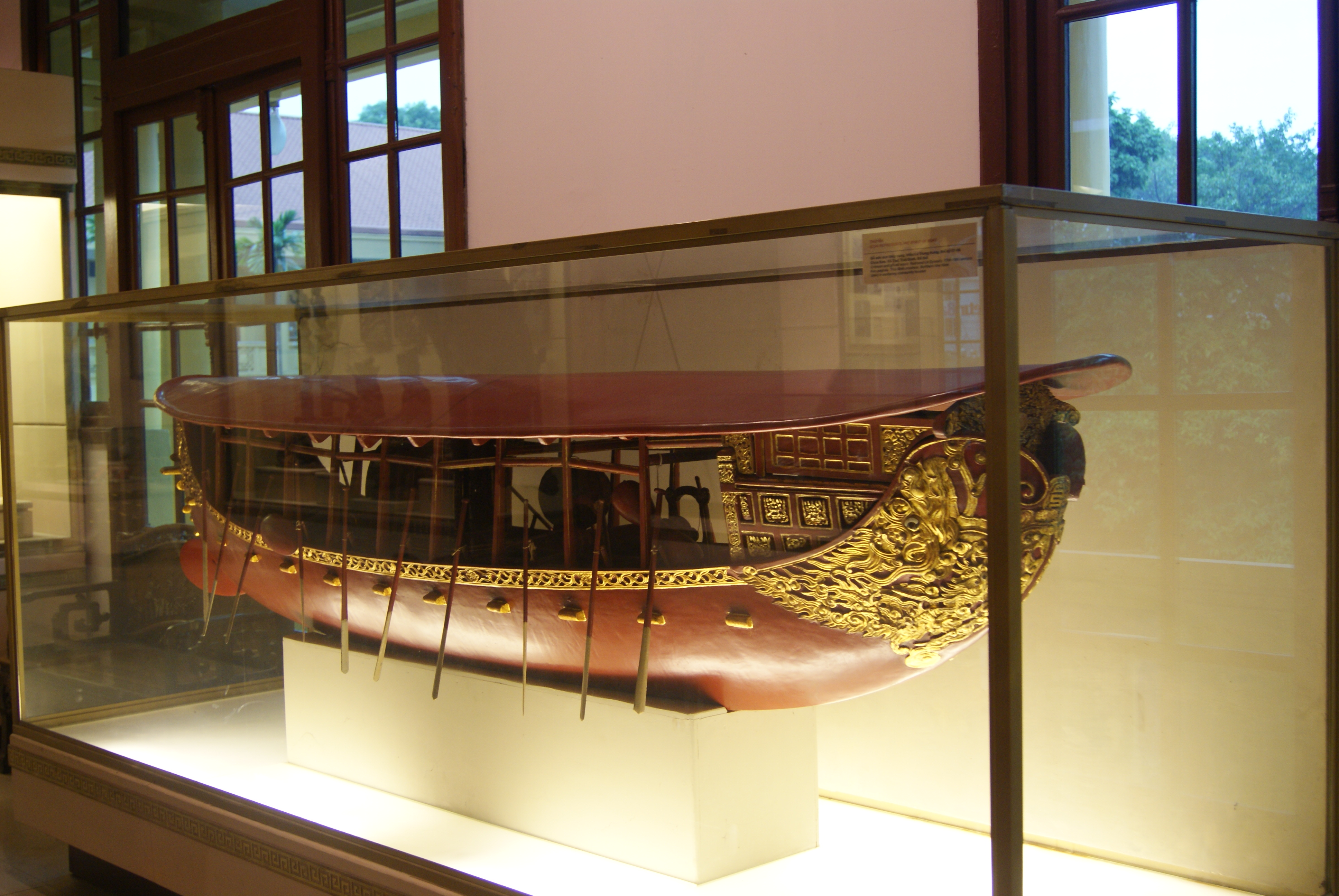
Thuyền chiến "Mông Đồng" thế kỷ 17.
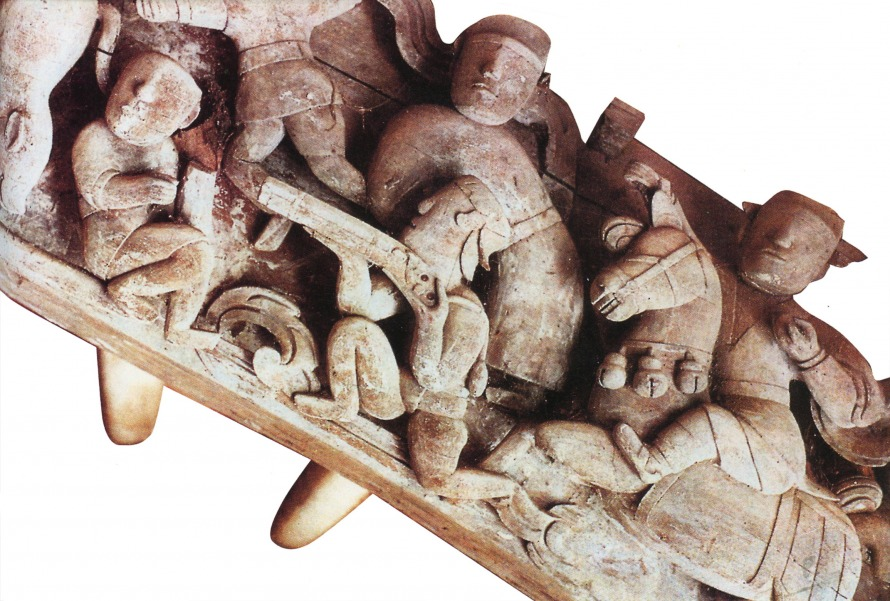
Chạm gỗ đình Hạ Hiệp thế kỷ 17. Xạ thủ hỏa mai chiến đấu song song với kỵ xạ.
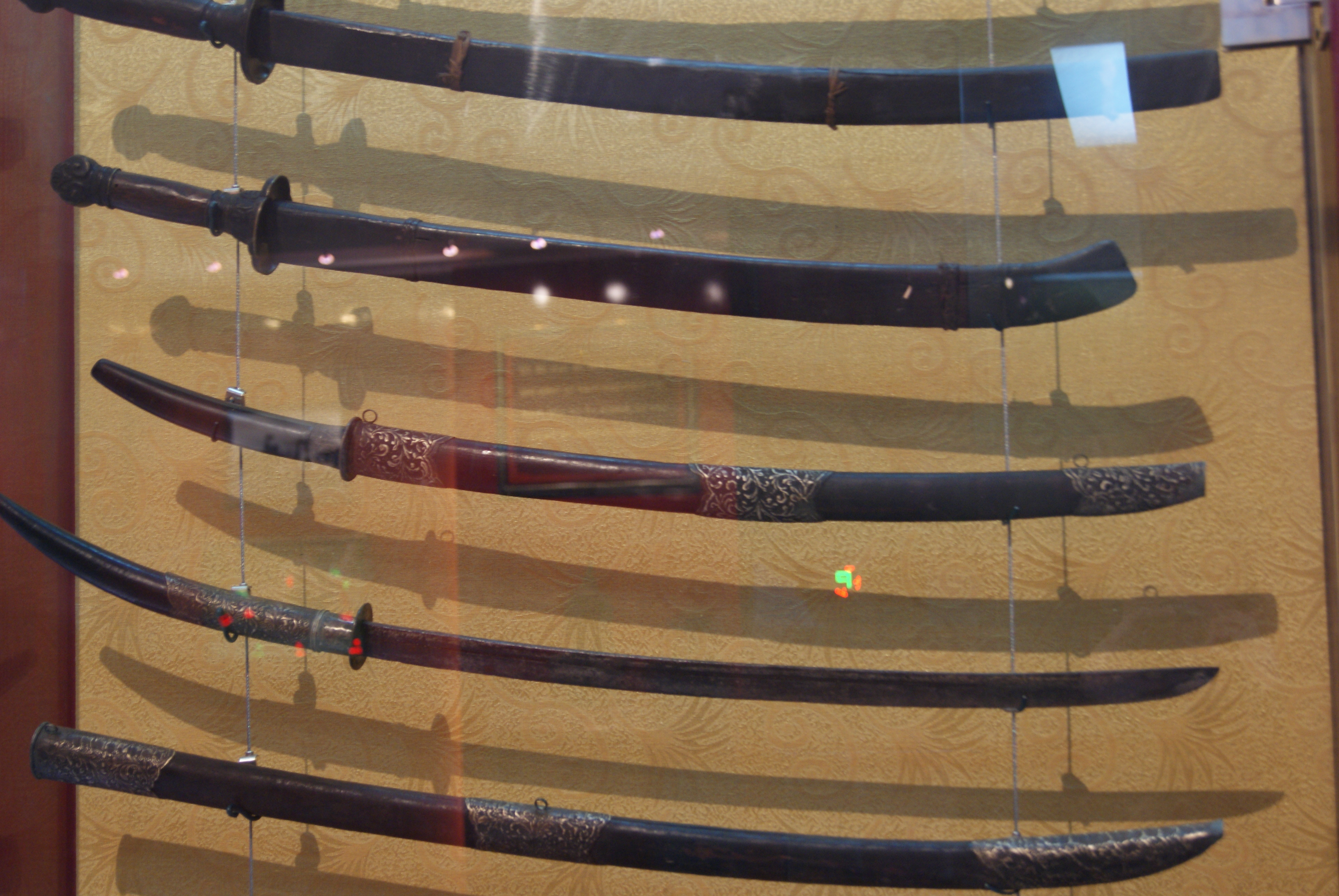
Đao Việt Nam thế kỷ 18.
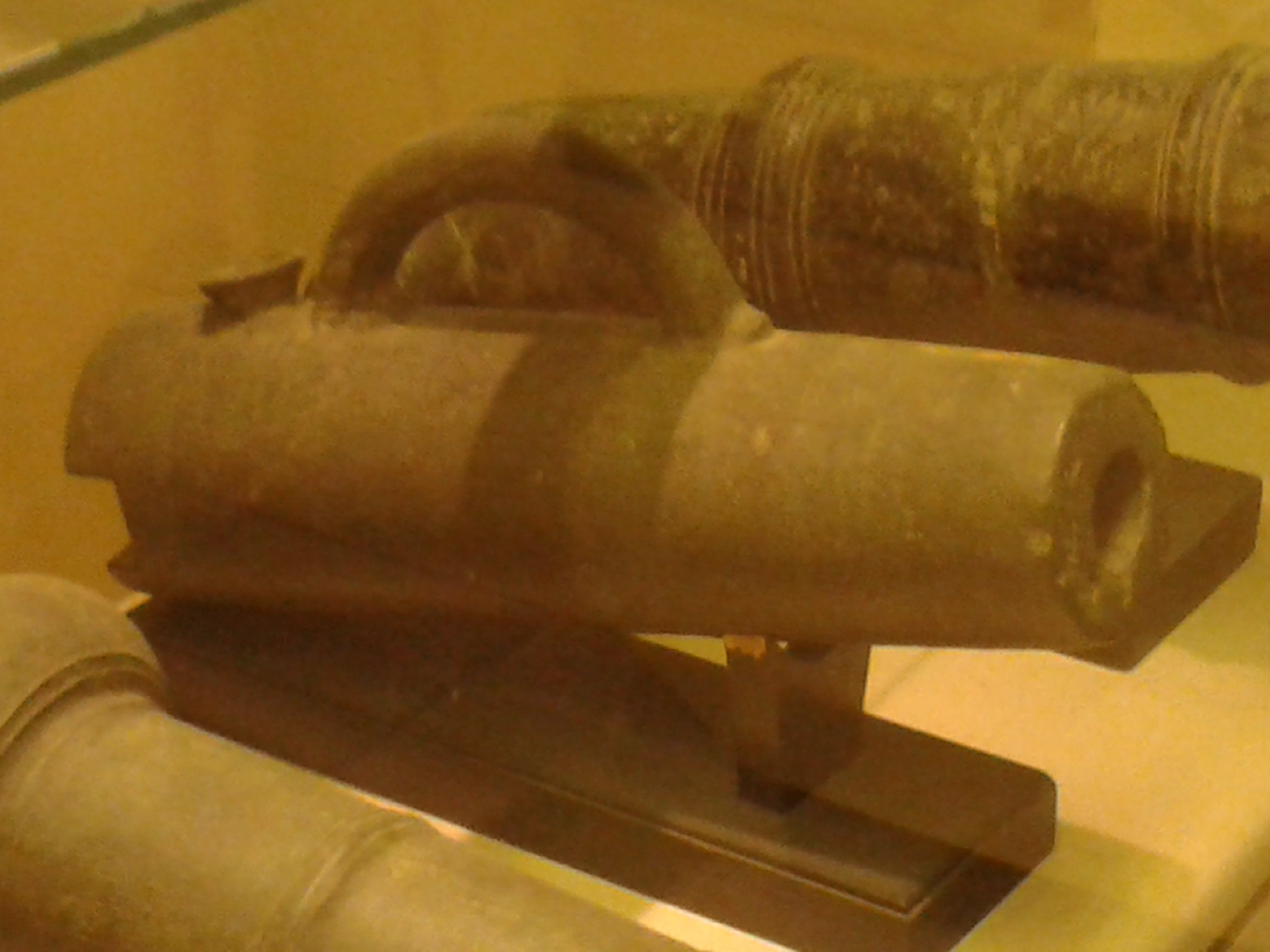
Buồng đạn của pháo nạp hậu thế kỷ 17.